# ソスノヴイ・ボール
座標: 北緯59度53分23秒 東経29度05分08秒 / 北緯59.88972度 東経29.08556度

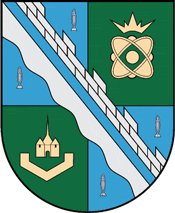
ソスノヴィ・ボールの市章

ソスノヴイ・ボール（ソスノーヴィイ・ボール、ロシア語: Сосно́вый Бор、ラテン文字表記の例: Sosnovy Bor）は、ロシアのレニングラード州西部にある都市。人口は6万5367人（2021年）
町の名は、「松の林」という意味。州都サンクトペテルブルクから西へ81kmの、フィンランド湾南岸のコポリェ湾に沿う海辺の町である。サンクトペテルブルクのバルチースキー駅からはエレクトリーチカで行ける。

## 歴史

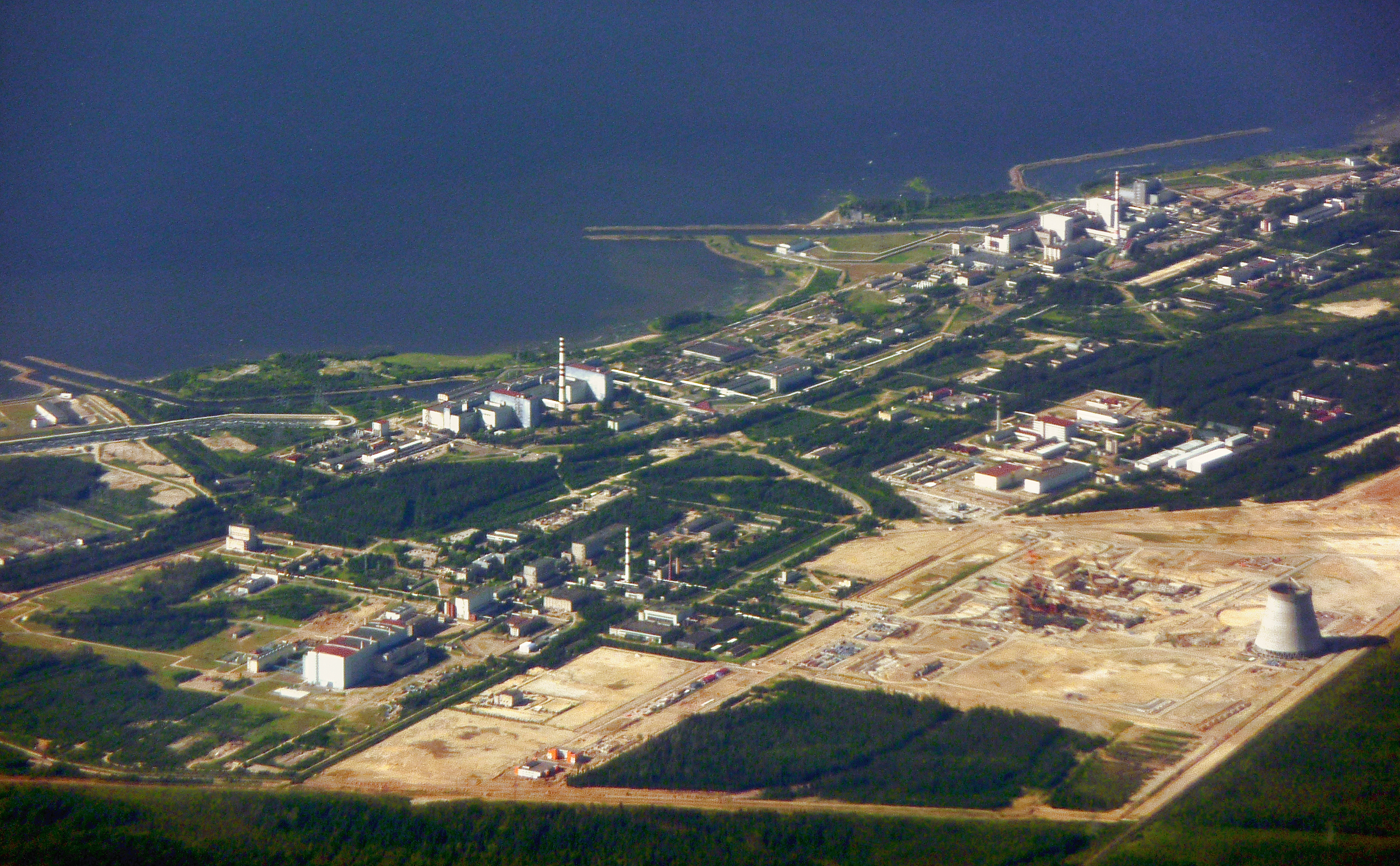
空から見たレニングラード原子力発電所および第2発電所建設予定地

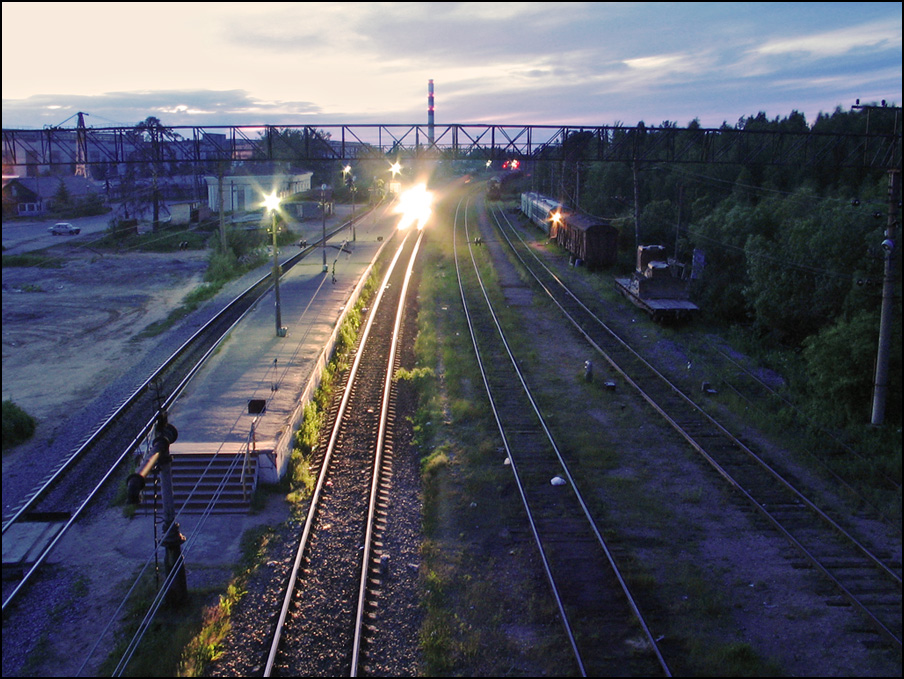
ソスノヴイ・ボールのカリシチェ駅

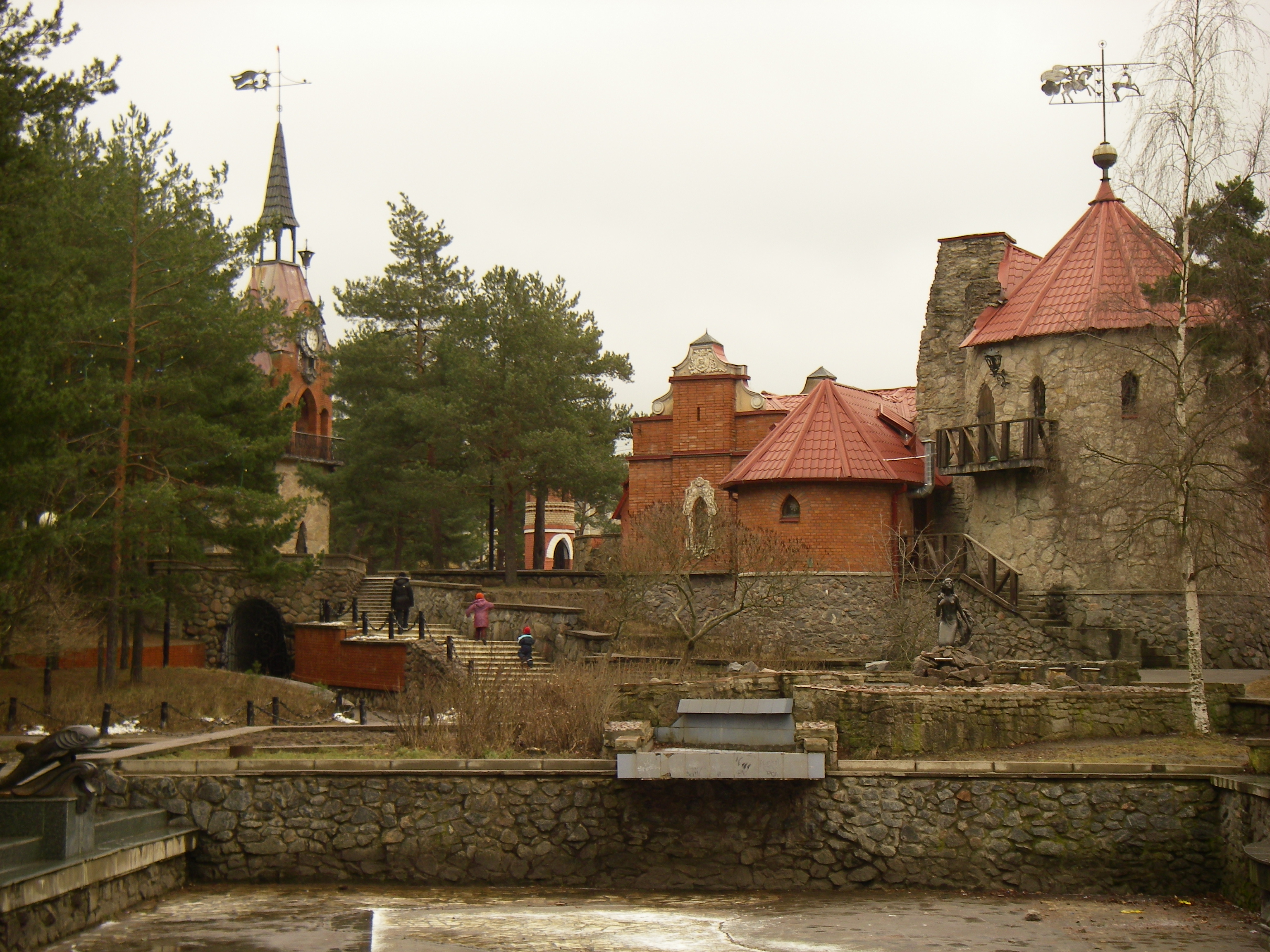
子供の遊園地、「アンデルセングラード」

1958年に都市型集落として開かれ、原子力や光学の研究所が開業した。原子力発電所の建設を睨んで建設企業も開業し、1967年にレニングラード原子力発電所の建設が開始されたことで、その従業員の町として飛躍的に大きくなった。1973年4月19日に市の地位を得、その年の暮れに1号炉の発電が開始され、翌年から商用発電が始まった。
ソ連時代の原子力発電所の労働者住宅地という共通点のある、スモレンスク原子力発電所のあるデスノゴルスクや、チェルノブイリ原子力発電所のあったプリピャチなどと似通った街並みを有している。スポーツ活動も盛んに行われている。

## 産業
ソスノヴイ・ボールには原子力発電所のほか、原子力関係や軍などの大きな研究所、建設企業、漁業関連工場が立地している。またサンクトペテルブルクの各大学の分校も立地している。
町の主な雇用主であるレニングラード原子力発電所は黒鉛減速沸騰軽水圧力管型原子炉（RBMK）4基からなる発電所で、1970年から1975年にかけて順次原子炉の建設が始まり、1974年から1981年にかけて商業運転を開始した。しかし大きな事故も度々起こしており、2020年頃には最初の2基の運転を停止する予定で、その代わりとなるロシア型加圧水型原子炉（VVER）2基からなる「レニングラード第2原子力発電所」の建設が2008年より始まっている。